# Charles Garnsworthy, Baron Garnsworthy
Charles James (William) Garnsworthy, Baron Garnsworthy OBE DL JP (* 10. Dezember 1906; † 5. September 1974) war ein britischer Politiker der Labour Party, der 1967 als Life Peer aufgrund des Life Peerages Act 1958 Mitglied des House of Lords wurde.

## Leben
Garnsworthy war nach dem Besuch der Wellington School seit 1925 in der Bauwirtschaft tätig, ehe er 1931 Mitarbeiter einer Versicherungsagentur wurde. Mitte der 1930er Jahre begann er seine politische Laufbahn in der Kommunalpolitik und zwischen 1937 und 1947 Mitglied des Rates des Urban District von Banstead. Nach Kriegsende kandidierte er bei den Unterhauswahlen am 5. Juli 1945 für die Labour Party erstmals für ein Abgeordnetenmandat im House of Commons im Wahlkreis Reigate. Er unterlag dabei aber ebenso wie bei seinen darauf folgenden Kandidaturen in diesem Wahlkreis bei den Wahlen am 23. Februar 1950, 25. Oktober 1951, 26. Mai 1955, 8. Oktober 1959 und 15. Oktober 1964 jeweils den Kandidaten der Conservative Party Gordon Touche und später John Vaughan-Morgan.
Garnsworthy, der auch kooptiertes Mitglied der Gewerkschaft der kaufmännischen Angestellten (Union of Shop Distributive and Allied Workers), war darüber hinaus zwischen 1949 und 1954 Mitglied des Kinder- un Jugendhilfeausschusses des London County Council (LCC), ehe er 1952 erstmals Mitglied des Rates der Grafschaft Surrey (Surrey County Council), in dem er unter anderem auch Vorsitzender der Fraktion der Labour Party war. Dem Surrey County Council gehörte er 22 Jahre lang bis 1974 an und bekleidete zuletzt von 1966 bis 1974 die Position eines Alderman (Beigeordneter). Für seine Verdienste wurde ihm das Offizierskreuz des Order of the British Empire (OBE) verliehen.
Durch ein Letters Patent vom 19. September 1967 wurde Garnsworthy, der zeitweilig auch als Deputy Lieutenant und Friedensrichter (Justice of the Peace) fungierte, gemäß dem Life Peerages Act 1958 als Life Peer mit dem Titel Baron Garnsworthy, of Reigate in the County of Surrey, in den Adelsstand erhoben und gehörte damit bis zu seinem Tod dem House of Lords als Mitglied an. Seine offizielle Einführung (Introduction) in das Oberhaus erfolgte mit Unterstützung durch Malcolm Shepherd, 2. Baron Shepherd und Edward Williams, Baron Francis-Williams am 8. November 1967.
Am 14. März 1974 wurde er darüber hinaus von Königin Elisabeth II. zusammen mit John Jacques, Baron Jacques, Reginald Wells-Pestell, Baron Wells-Pestell und Alma Birk, Baroness Birk zum Lord-in-Waiting des Königlichen Haushalts (HM Household) berufen. Als solcher war er damit Parlamentarischer Geschäftsführer (Government Whip) der regierenden Labour-Fraktion im Oberhaus.